# Hot2Touch
Hot2Touch is een nummer van de Duitse dj Felix Jaehn uit 2017, in samenwerking met de Amerikaanse zanger Alex Aiono en de Britse dj Hight.
Het nummer vooral in het Duitse taalgebied een hit. Het behaalde de 12e positie in Duitsland, het thuisland van Felix Jaehn. In Nederland behaalde het nummer geen hitlijsten, in Vlaanderen haalde het de 7e positie in de Tipparade.